# Turysta (czasopismo, 1883)
Turysta – polskie czasopismo turystyczne (miesięcznik), redagowane i wydawane w 1883 r. w Kołomyi przez tamtejszego profesora gimnazjalnego i działacza turystycznego, Leopolda Wajgla. 
Powstało oficjalnie jako organ Oddziału Czarnohorskiego Towarzystwa Tatrzańskiego, ale w trakcie swojego krótkiego żywotu objęło również rolę forum dla sąsiednich galicyjskich Oddziałów TT w Stanisławowie i Lwowie. Było pierwszym polskim prowincjonalnym wydawnictwem turystycznym oraz pierwszym polskim miesięcznikiem, zajmującym się turystyką.
Pismo ukazywało się z datą 1 dnia kolejnego miesiąca. Ukazało się jedynie 6 numerów. Numer pierwszy opatrzony był datą 1 czerwca 1883 r., zaś ostatni szósty: 1 listopada tego samego roku. „Turysta” drukowany był w drukarni Zadembskiego i Hollendra w Kołomyi.
Publikowało głównie materiały dotyczące Czarnohory i Pokucia, obszerne informacje o działalności Oddziału Czarnohorskiego TT i całego Towarzystwa oraz krótkie korespondencje dotyczące spraw górskich i turystycznych. Wspominane były powstawanie i działalność zagranicznych towarzystw turystycznych. Dominowały opisy odbytych wycieczek (także w Tatry), bogate w szczegóły geograficzne, oraz artykuły popularno-naukowe. Te ostatnie dotyczyły głównie tematyki etnograficznej (zwłaszcza huculskiej), ale pojawiały się też tematy przyrodnicze czy historyczne. Na pierwszej stronie we wszystkich numerach zamieszczony był wiersz.